# Jacques Abbadie
Jacques Abbadie (~1654, Nai, Regne de França- 25 de setembre del 1727, Marylebone, Regne d'Anglaterra) fou un pastor i teòleg protestant francès. La seva gran obra iniciada als 22 anys fou el Traité de la vérité de la religion chrétienne, del qual els dos volums van aparèixer a Rotterdam el 1684 i van ser continuats el 1689, pel Traité de la divinité de Notre-Seigneur Jésus-Christ, que va produir una profunda sensació.

## Biografia
Després d'haver rebut la seva primera instrucció de mans del cèlebre moralista Jean de la Placette, llavors ministre a Nay, la indigència dels seus parents no els va permetre continuar els costos de la seva educació, de la que es van fer càrrec els caps de les esglésies de la seva província. Abbadie va poder així completar els seus estudis a les acadèmies de Puigllorens (Puylaurens), de Saumur i de Sedan. És en aquesta última va obtenir el grau de doctor en teologia a l'edat de disset anys.
Va ser en principi predicador a Saumur en 1680. Encara que l'Edicte de Nantes no fos pas encara revocat, el govern albirava aquest cop d'Estat per persecucions parcials que determinaven cada dia de noves emigracions. El gran elector Frederic Guillem que, contràriament a la majoria dels habitants de Brandenburg, que eren luterans, era calvinista, concedia als refugiats francesos una generosa hospitalitat en els seus Estats de Brandenburg, i va encarregar, en 1684, al seu ambaixador a París, el comte d'Espense, d'enviar-li un ministre per confiar-li la direcció espiritual de la colònia naixent, el qual va triar a Abbadie.
L'Església francesa de Berlín no comptava llavors encara amb gaires membres, i el servei religiós es feia encara en la casa del comte d'Espense. Després d'alguns anys a Berlín en tant que ministre d'una església protestant francesa, on va tenir molt èxit com predicador, la congregació dels refugiats francesos es va engrandir progressivament a partir de l'emigració provocada per la revocació de l'Edicte de Nantes el 1685. Quan la residència del comte d'Espense no fou suficient, l'elector va donar l'ordre de reparar l'antiga capella del seu palau per l'ús d'aquesta assemblea i els serveis eren sovint seguits pels joves membres de la seva família i els refugiats gaudiren d'aquest favor fins a la seva mort. En possessió de tota la confiança d'aquest príncep, que havia sabut guanyar pel seu noble caràcter tant com pels seus escassos talents, Abbadie es va servir sempre del seu crèdit en l'interès dels seus desgraciats compatriotes que no arribaven sovint al lloc del refugi que a la indigència.
Durant els anys 1684, 1686 i 1688, va fer diversos viatges a Holanda, en l'objectiu sobretot de donar les seves cures a diverses publicacions i, entre d'altres, al seu cèlebre tractat titulat La Veritat de la religió cristiana, la més estimada de les seves labors. Durant els set o vuit anys que va passar a Berlín, Abbadie va utilitzar el seu favor creixent amb l'elector per alleugerir l'angoixa dels refugiats en procedència de França, sobretot aquells de la seva província natal del Bearn. Continuà ocupant la seu pastorat a Berlín fins a la mort de la gran elector, sobrevinguda del 29 d'abril de 1688. Des de llavors, Abbadie no va resistir més a les instàncies del mariscal de Schomberg que, igualment refugiat a Prússia, l'acuitava, al nom de la seva amistat, d'acompanyar-lo a Anglaterra, on seguirà al príncep d'Orange, futur Guillem III, però el mariscal va morir en la batalla del Boyne, el 1690, on l'exèrcit del pretenent Jaume II va ser derrotat. Fou en aquest temps, i al mig del soroll de les armes, que Abbadie va compondre el seu Art de se connaître soi-même, ou Recherche sur les sources de la morale.
La mort del seu protector, que se l'havia portat amb ell a Irlanda sobre el final de l'estiu de 1689, el va comprometre a anar a Anglaterra, Abbadie va ser nomenat pastor, a Londres, de l'Església francesa dita de la Savoia, que havia estar fundada cap a l'any 1641. Va omplir els deures amb el seu zel i la seva devoció acostumats, publicant una versió revisada de la traducció francesa de la litúrgia anglesa utilitzada en aquesta església, amb una dedicatòria a Jordi I. Fou sovint designat per fer discursos a l'ocasió, tant a Londres que a Dublín, però la seu manca de fluïdesa en anglès va impedir la seva elevació a Anglaterra, tot com l'exclogué igualment del deganat de Saint Patrick, a Dublín, al qual el rei Guillem III volia promoure, fins que la seva mala salut, afectada per la devoció a les seves funcions en l'Església de Savoia i del clima anglès, li va fer desitjar el canviar d'aire. Acceptà llavors, el 1699, el deganat de Killaloe, a Irlanda, del qual fou proveït per recomanació del rei Guillem III, del qual s'havia atret el favor gràcies a la seva defensa de la nació britànica defensant la revolució de 1688 contra Bayle, benefici del que va gaudir fins a la seva mort.
Abbadie va consagrar els últims anys de la seva vida, entre l'Anglaterra i l'Holanda, on foren impresos la majoria de les seves obres, a l'escriptura, a la predicació i al compliment dels deures ordinaris del seu càrrec, tot i que va estar sovint absent; va anar a Holanda el 1720 per veure-hi la seva Vérité en la impremta, i es va quedar tres anys a Amsterdam, durant la preparació de Triomphe i altres obres, no tornant a Irlanda fins al 1723. Els seus ingressos de degà de Killaloe eren modests i no li permetien tenir un secretari. Després que l'arquebisbe d'Armagh, Hugh Boulter, va apel·laren va al lord tinent d'Irlanda, Lord Carteret, en el seu nom, li va donar una carta d'introducció pel bisbe de Londres, Edmund Gibson, i Abbadie va abandonar llavors l'Irlanda per establir-se a Marylebone, on es va ocupar d'una nova edició de les seves obres, i ja havia aparegut l'anunci quan va morir al seu domicili als 73 anys.

## Obres
- Sermons sur divers textes de l'Écriture, Leyde, 1680, in-8°.
- Panégyrique de Monseigneur l'électeur de Brandebourg, Berlin et Rotterdam, 1684, in-4° et in-8°.
- La Vérité de la religion chrétienne, Rotterdam, 1684, vol. in-4° et in-8°; 6e édit. 1711, 5 vol. in-12, le 5° vol.
- Réflexions sur la présence réelle du corps de J.-Ch. dans l'Eucharistie comprises en diverses lettres, La Haye, 1685, in-12; Rott., 1713, in-12.
- Les caractères du Chrétien et du Christianisme, marqués dans 3 sermons sur divers textes de l'Écriture avec des réflexions sur les afflictions de l'Église, La Haye, 1686 i 1697, in-12.
- Sermon prononcé à l'occasion du couronnement de l'électeur de Brandebourg, 13 juin 1688, Berlin, 1688, in-12.
- De la divinité de Notre Seigneur J.-Ch., Rotterdam, 1689, in-12.; trad. en anglais par M. Booth, Londres, 1777, in-12.
- L'Art de se connaître soi-même, ou Recherche sur les sources de la morale, Rotterdam, 1692, in-8°; Lyon, 1701, in-12; nouv. édit.,
- Défense de la nation Britannique, où les Droits de Dieu, de la nature et de la société sont clairement établis du sujet de la révolution d'Angleterre contre l'auteur de l'Avis important aux Réfugiés [i.e. Bayle], Londres, 1692, in-12.
- Panégyrique de Marie, reine d'Angleterre, d'Écosse, de France et d'Irlande, de glorieuse mémoire, décédée à Kensington le 18 décembre 1694, La Haye, 1695, in-12; trad. en anglès, Londres, 1695, in-4°.
- Histoire de la dernière conspiration d'Angleterre avec le détail des diverses entreprises contre le roi et la nation qui ont précédé ce dernier attentat, Londres, 1696, in-8°;

En l'interval d'aquesta publicació i de la següent, Abbadie va fer una revisió de la traducció en francès de la Liturgie de l'Església anglicana, al capdavant del qual va posar una dedicatòria al rei Jordi I, Londres, 1719, in-8°.
- La Vérité de la religion chrétienne réformée, Rotterdam, 1718, 2v. in-8°.
- Le Triomphe de la Providence et de la Religion, ou l'ouverture des sept sceaux par le fils de Dieu, avec une nouvelle et très sensible démonstration de la vérité de la religion chrétienne, Amsterdam, 1721, en 2 vol. o en 5; 1723, 4 vol. in-12